# Tunnel de la Clyde

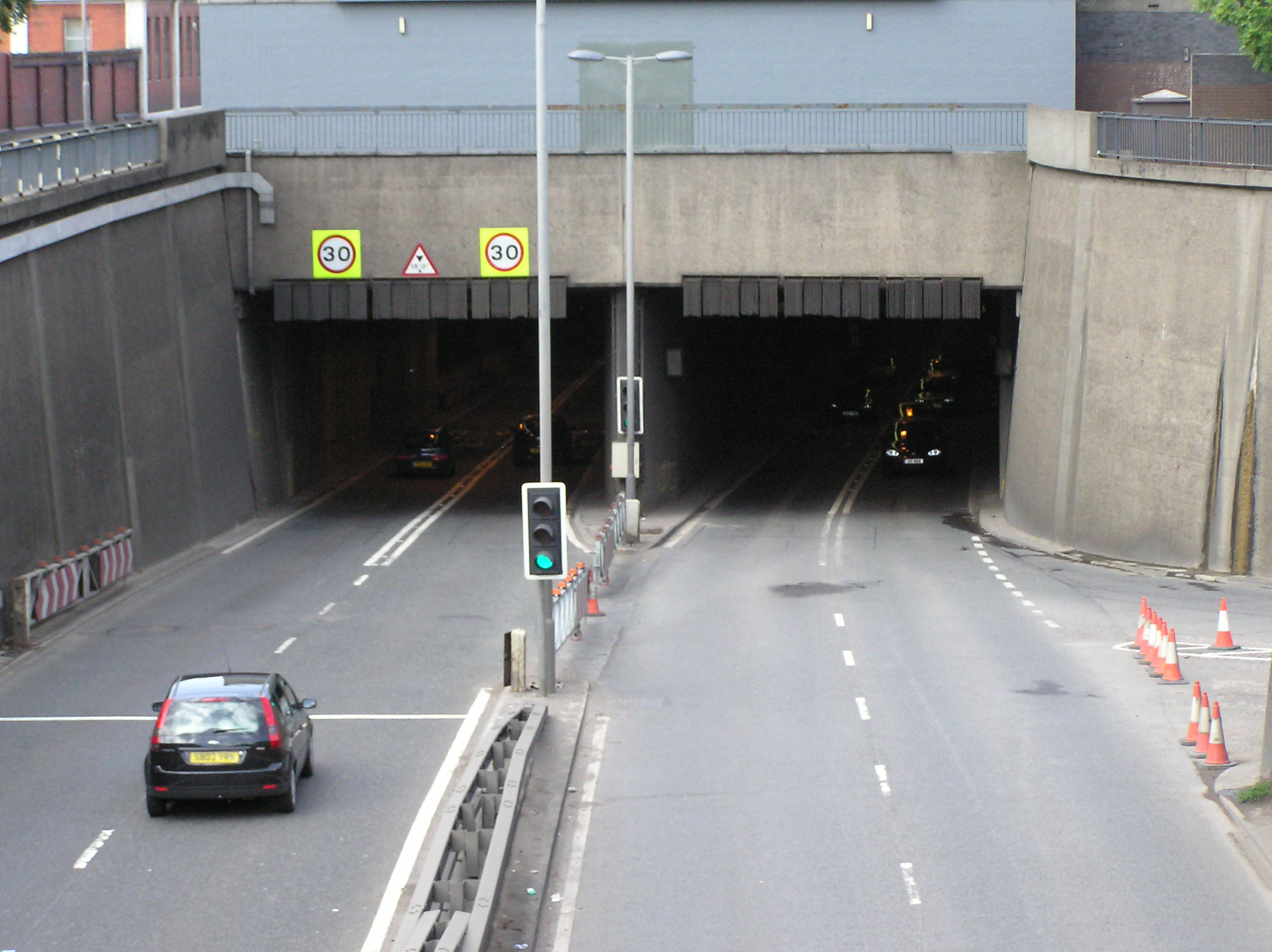
Entrée sud du tunnel de la Clyde

Le tunnel de la Clyde est un tunnel routier  passant sous la Clyde à Glasgow (Écosse). Ce tunnel relie les quartiers de Whiteinch, d'une part, et de Govan et Linthouse, d'autre part, dans l'ouest de la ville. Il est constitué de deux tubes de 762 mètres chacun, ouverts en 1963 et 1964.